# CH Val d'Aran Vielha
CH Val d'Aran Vielha byl hokejový klub z Vielha e Mijaran v Katalánsku, který hrával Španělskou hokejovou ligu. Klub byl založen roku 2005  a zanikl roku 2008. Jejich domovskou arénou byl Palai de Gèu de Vielha.

## Úspěchy
- 5. místo ve Španělské lize - 2006, 2007
- Semifinalista Copa del Rey - 2007